# Kisra-Sumaj
Kisra-Sumaj (hebr. כסרא-סמיע; arab. كسرا-سميع) – samorząd lokalny położony w Dystrykcie Północnym, w Izraelu.

## Położenie
Miejscowość Kisra-Sumaj jest położona na wysokości 655 m n.p.m. w południowej części Górnej Galilei, na północy Izraela. Leży na północno-zachodnich zboczach pasma górskiego Matlul Curim (wysokość do 769 m n.p.m.), które góruje od północy nad Doliną Bet ha-Kerem. Na zachód od miejscowości znajduje się głębokie wadi strumienia Kiszor, który spływa w kierunku zachodnim z góry Har Kiszor (741 m n.p.m.). Po stronie południowej przebiega wadi strumienia Bet ha-Emek. Na wschodzie wznosi się góra Har Pelech (796 m n.p.m.), natomiast po stronie północno-wschodniej i północnej jest wadi strumienia Peki’in. Okoliczne wzgórza są w większości zalesione. W otoczeniu Kisra-Sumei znajdują się miejscowości Januch-Dżat, Kefar Weradim i Peki’in, moszawy Chosen, Curi’el, Peki’in Chadasza i Lappidot, oraz wsie komunalne Haraszim, Har Chaluc, Lawon i Gitta. Na zachodzie jest strefa przemysłowa Tefen.

### Podział administracyjny
Kisra-Sumaj jest położone w Poddystrykcie Akki, w Dystrykcie Północnym.

## Demografia
Zgodnie z danymi Izraelskiego Centrum Danych Statystycznych w 2011 roku w Kisra-Sumaj żyło prawie 7,6 tys. mieszkańców, z czego 94,7% Druzowie, 3,9% Arabowie chrześcijanie i 1,4% Arabowie muzułmanie. Wskaźnik wzrostu populacji w 2011 roku wynosił 1,3%. Zgodnie z danymi Izraelskiego Centrum Danych Statystycznych średnie wynagrodzenie pracowników w Kisra-Sumaj w 2009 roku wynosiło 5054 ILS (średnia krajowa 7070 ILS).
| Wiek (w latach) | Procent populacji w % |
| --------------- | --------------------- |
| 0 – 4           | 13,2                  |
| 5 – 9           | 12,7                  |
| 10 – 14         | 12,0                  |
| 15 – 19         | 12,5                  |
| 20 – 29         | 15,9                  |
| 30 – 44         | 19,5                  |
| 45 – 59         | 9,3                   |
| 60 – 64         | 1,3                   |
| 65 –            | 3,6                   |

Źródło danych: Central Bureau of Statistics.

## Historia
Miejscowość Kisra-Sumaj powstała w 1990 roku w wyniku połączenia z sobą dwóch oddzielnych wiosek Kisra i Kafr Sumaj. O osadzie Kisra wspominano już w starożytnych egipskich tekstach. W I wieku istniała tutaj żydowska osada Kisra (hebr. קסרא) wspominana w Talmudzie i Misznie. Ponowne jej zasiedlenie miało miejsce w XVII wieku, kiedy to zamieszkali w niej Druzowie przybyli z sąsiedniego Libanu. Francuski podróżnik Victor Guérin opisał ją pod koniec XIX wieku jako małą wieś z około 100 druzyjskich mieszkańców. O wiosce Kafr Sumaj jest o wiele mniej informacji. Pozostałości dawnych budynków wskazują, że była ona zamieszkana już około I wieku. Jednak współczesna osada powstała prawdopodobnie w XIX wieku. Francuski podróżnik Victor Guérin opisał ją pod koniec XIX wieku jako niewielką wieś z populacją całkowicie druzyjską i chrześcijańską. W wyniku I wojny światowej w 1918 roku cała Palestyna przeszła pod panowanie Brytyjczyków. Przyjęta 29 listopada 1947 roku Rezolucja Zgromadzenia Ogólnego ONZ nr 181 w sprawie podziału Palestyny przyznawała ten rejon państwu arabskiemu. Podczas wojny domowej w Mandacie Palestyny na początku 1948 roku w okolicy tej stacjonowały siły Arabskiej Armii Wyzwoleńczej, które paraliżowały żydowską komunikację w całym obszarze Galilei. Podczas I wojny izraelsko-arabskiej Izraelczycy przeprowadzili operację Hiram, w trakcie której w październiku 1948 roku zajęli obie wioski. Podczas wojny w izraelskiej armii służyła druzyjska jednostka wojskowa, z tego powodu Izraelczycy nie wysiedlili ich mieszkańców. Dzięki temu wioski zachowały swój pierwotny charakter. Po wojnie Druzowie utrzymali swoją lojalność wobec państwa Izrael, a mieszkańcy służyli w izraelskich siłach bezpieczeństwa. W 1991 roku nastąpiło połączenie obu wiosek, a następnie Kisra-Sumaj otrzymała status samorządu lokalnego.

## Polityka
Siedziba władz samorządowych znajduje się w centrum dzielnicy Kisra.

## Architektura
Miasteczko posiada typową arabską architekturę, charakteryzującą się ciasną zabudową i wąskimi, krętymi uliczkami. Zabudowa powstawała bardzo chaotycznie, bez zachowania jakiegokolwiek wspólnego stylu architektonicznego. Górskie położenie powoduje rozproszenie zabudowy i utrudnia stworzenie jednolitej infrastruktury. Większość miasteczka ma zabudowę typowo wiejską.

## Kultura
W miejscowości jest ośrodek kultury oraz biblioteka publiczna.

## Edukacja i nauka
W miejscowości jest 5 szkół, w tym 4 szkoły podstawowe. W 2010 roku uczyło się w nich ponad 2 tys. uczniów, w tym 1,1 tys. w szkołach podstawowych. Średnia uczniów w klasie wynosiła 25.

## Sport i rekreacja
W Kisra-Sumaj są dwa boiska do piłki nożnej. Przy szkołach są usytuowane mniejsze boiska i sale sportowe.

## Gospodarka
Podstawą lokalnej gospodarki pozostaje rolnictwo, chociaż coraz większą rolę odgrywają usługi, handel i obsługa ruchu turystycznego. Wielu mieszkańców pracuje w okolicznych strefach przemysłowych i w izraelskich siłach bezpieczeństwa.

## Transport
Przez centrum miejscowości przebiega droga nr 8655, którą jadąc na północny wschód dojeżdża się do moszawu Peki’in Chadasza i skrzyżowania z drogą nr 864, lub jadąc na południowy zachód dojeżdża się do skrzyżowania z drogą nr 854. Jadąc nią na północny zachód dojeżdża się do strefy przemysłowej Tefen i miejscowości Kefar Weradim, lub na południowy zachód do moszawu Lappidot.